# Nepenthes kampotiana
Nepenthes kampotiana là một loài cây nắp ấm nhiệt đới có nguồn gốc từ miền nam Campuchia, miền đông Thái Lan, và miền tây Việt Nam. Nó phân bố ở độ cao từ 0–600 m trên mực nước biển. Tên loài epithetkampotiana đề cập đến thành phố Kampot của Campuchia, gần đó mẫu vật đầu tiên của loài này được thu thập.
Loài này có liên quan chặt chẽ với N. chang.. Nepenthes geoffrayi là một từ đồng nghĩa của N. kampotiana.

## Lai tự nhiên
- N. kampotiana × N. mirabilis[5]